# Proasellus ortizi
Proasellus ortizi is een pissebed uit de familie Asellidae. De wetenschappelijke naam van de soort is voor het eerst geldig gepubliceerd in 1992 door Henry & Magniez.